# József Kovács (płotkarz)
József Kovács (ur. 14 marca 1911 w Budapeszcie, zm. 18 sierpnia 1990 tamże) – węgierski lekkoatleta płotkarz i sprinter, mistrz Europy.
Na mistrzostwach Europy w 1934 w Turynie zwyciężył w biegu na 110 metrów przez płotki, w sztafecie 4 × 100 metrów zdobył srebrny medal (razem z nim biegli László Forgács, József Sír i Gyula Gyenes), a w finale biegu na 200 metrów zajął 4. miejsce.
Na igrzyskach olimpijskich w 1936 w Berlinie odpadł w półfinale biegu na 400 metrów przez płotki, a także w przedbiegach sztafety 4 × 100 metrów. W finale sztafety 4 × 400 metrów zajął wraz z kolegami (Tibor Ribényi, Zoltán Zsitva i József Vadas) 6. miejsce.
Na mistrzostwach Europy w 1938 w Paryżu zdobył srebrny medal w biegu  na 400 metrów przez płotki, a w sztafecie 4 × 100 metrów odpadł w przedbiegach.
Na akademickich mistrzostwach świata w Budapeszcie w 1935 zajął 1. miejsce w biegu na 400 metrów przez płotki i 2. miejsce w biegu na 110 metrów przez płotki.
Był mistrzem Węgier w biegu na 400 metrów w 1937, w biegu na 110 metrów przez płotki w 1934, 1936 i 1937, w biegu na 200 metrów przez płotki w latach 1932 i 1934–1937 oraz w biegu na 400 metrów przez płotki w 1936}, a także w sztafecie 4 × 100 metrów w latach 1931 i 1933–1940, sztafecie 4 × 200 metrów w 1937, 1938 i 1940 oraz w sztafecie 4 × 400 metrów w 1930 i 1933-1939.
Wielokrotnie ustanawiał rekordy Węgier doprowadzając je do następujących wyników:
- bieg na 200 metrów – 21,0 s (15 października 1933, Budapeszt)
- bieg na 400 metrów – 47,7 s (10 października 1937, Budapeszt)
- bieg na 110 metrów przez płotki – 14,8 s (8 września 1934, Turyn)
- bieg na 400 metrów przez płotki – 52,9 s (19 lipca 1936, Budapeszt)
- sztafeta 4 × 100 metrów – 41,2 s (16 września 1934, Budapeszt)
- sztafeta 4 × 400 metrów – 3;14,8 (9 sierpnia 1936, Berlin)